# شوابن (بایرن)
شوابن (به آلمانی: Bayerisch-Schwaben) یک منطقه اداری در آلمان است که در ایالت بایرن واقع شده‌است.

## خصوصیات
شوابن ۱٬۷۸۷٬۹۹۵ نفر جمعیت دارد.